# Исмет Марковић
Исмет Марковић (Прњавор 17. март 1948. – Витомирица, код Пећи, 12. јануар 2017) био је југословенски, бошњачки и српски књижевник, новинар и преводилац.

## Биографија
Сестрић је сликара Уроша Тошковића. Основну школу завршио је у Плаву, гимназију је учио у Пећи и Приштини, где је матурирао. Студирао је филозофију и социологију у Београду, а дипломирао на Филозофском факултету у Приштини. Био је новинар у културној рубрици Јединства од 1976. до 1992. године. Једно време уређивао је поезију у часопису Стремљења (1985-1988) и био уредник недељног додатка „Панорама“ у листу „Јединство“. Потом је живео у Швајцарској, Италији и Босни и Херцеговини. Био је професор филозофије, логике и социологије у гимназији у Плаву, те у Турско-босанском колеџу у Бихаћу и Мешовитој средњој школи у Великој Кладуши. Један је од оснивача листа „Омладински покрет“ у Титограду, те извршни уредник „Предмета“ и главни и одговорни уредник „Аспекта“ у Цазину. Преминуо је у Витомирици 12. јануара 2017. године и сахрањен на витомиричком гробљу.

## Књижевна дела
Док је студирао у Београду, поезију је објављивао под именом Иља Марковић. Пред крај живота свом имену је додао надимак Плавник. Поред поезије бавио се књижевнoм критиком и преводилаштвом с албанског и турског језика. 
Аутор је збирки песама: Мимоход, 1974; Стабло у словима, 1978; Рабош, 1981. и Тегобник, 1988, затим „избора из стваралаштва младих српских косовских песника“ Икаров брат Антеј (Стремљења, бр. 4, 1989) у које је уврстио и песнике који су се касније декларисали као Бошњаци. У преводу на турски објавио је збирку „Ibidin“ (Истанбул, 1986). 
Превео је и три збирке песама с албанског на српски: Неџата Халимија (Присуство недеље, „Јединство“, 1983), Ећрема Баше (Звездоморе, „Јединство“, 1984) и Љуљзима Тафе (Не зови ме недељом, Алма, Београд, 2018), те Политичку филозофију Раина Малнеса и Кнута Мидгарда, 2009. Аутор је и више одредница на албанском језику у Fjalori enciklopedik i Kosoves, I и II, у издању Академије наука и уметности Косова, Приштина 2018.За њим је остало неколико необјављених рукописа. Солидарисао се с писцима српске и црногорске националности 1986. године у протестима против албанске мајоризације на Косову и иступио из Друштва књижевника Косова које је било под председништвом Ибрахима Ругове.